# Celebration (2007)
Celebration ist ein französischer Dokumentarfilm von Olivier Meyrou aus dem Jahr 2007 über den französischen Modeschöpfer Yves Saint Laurent und dessen Beziehung zu seinem Lebens- und Geschäftspartner Pierre Bergé.

## Handlung
Im Jahr 2001 arbeitet der Modeschöpfer Yves Saint Laurent in Paris an den Entwürfen für seine letzte Kollektion, während er bereits schwer krank ist. Sein Lebens- und Geschäftspartner Pierre Bergé richtet derweil etliche Partys aus, um das Werk von Saint Laurent zu würdigen. Der etwas jüngere Bergé schützt seinen introvertierten Partner vor der Außenwelt, dominiert diesen aber auch.

## Kritik
Peter Debruge bezeichnet den Film in der Variety als "eine unbezahlbare Ergänzung zu unserem Verständnis davon, wie Yves Saint Laurent – der Mann, der Mythos, die Marke – arbeitete. Anke Sterneborg merkt in ihrer Kritik bei epd film an, dass der Film Yves Saint Laurent „als geradezu unscheinbaren Mann mit nervösen Ticks“ zeige.

## Veröffentlichung
Der Film feierte seine Premiere am 14. Februar 2007 bei den 57. Internationalen Filmfestspielen Berlin. Pierre Bergé ließ die weitere Veröffentlichung des Films allerdings verbieten. Erst 2019 konnte eine leicht veränderte Schnittfassung des Films veröffentlicht werden, die am 14. November 2019 in die französischen Kinos kam. Nach Festivaleinsätzen in Amsterdam, Vilnius und Seattle lief der Film am 13. Juni 2019 in Russland und am 2. Oktober 2019 in den Vereinigten Staaten an. Seine Deutschland-Premiere feierte Celebration auf dem queerfilmfestival in Stuttgart am 28. August 2019. Am 26. September 2019 kam Celebration im Verleih von Salzgeber in die deutschen Kinos, auf DVD erschien der Film am 6. Dezember 2019.